# Кіріазі Федір Григорович
Федір Григорович Кіріа́зі (нар. 31 грудня 1920, Нова Карань — пом. середина 1990-х, Одеса) — український скульптор; член Спілки художників України з 1962 року.

## Біографія
Народився 31 грудня 1920 року в селі Новій Карані (тепер Кам'янка Волноваськогой району Донецької області, Україна). 1950 року закінчив Одеське художнє училище (викладачі Михайло Жук, Олександр Постель, Георгій Лавров, Фелія Фальчук). Здобувши мистецьку освіту працював на Одеському художньо-виробничому комбінаті. Член КПРС з 1959 року. З 1968 року — на творчій роботі.
Жив в Одесі, в будинку на вулиці Коблевській № 33, квартира 28. Помер в Одесі у середині 1990-х років.

## Творчість
| погруддя Миколи Чернишевського |
| погруддя Михайла Ломоносова    |

Працював в галузі станкової та монументальної скульптури. Серед робіт:
- «Максим Горький» (1953);
- «Перша Кінна» (1957, гіпс тонований; у співавторстві з Василем Борисановим);
- «Металург» (1959);
- «Тарас Шевченко» (1961, у співавторстві з Василем Борисановим);
- «Біля фонтанаа. Веселка» (1963, у співавторстві з Кімом Литваком).

У Маріуполі у 1970-х роках, на центральній алеї Міського саду, встановлені погруддя Олександра Пушкіна, Миколи Чернишевського, Володимира Маяковського і Михайла Ломоносова роботи Федора Киріазі і Василя Борисанова.
Брав участь у всеукраїнських виставках з 1954 року.